# Světová komise pro přehrady
Světová komise pro přehrady (anglicky World Commission on Dams, WCD) byl v letech 1998–2001 mezinárodní orgán, který studoval ekologické, společenské i hospodářské dopady stavby velkých přehrad. Komisi v roce 1998 založila Světová banka a Mezinárodní svaz ochrany přírody (IUCN, World Conservation Union). Působili v ní zejména občanští aktivisté, akademici a jeden zástupce vlády. Jako konečný výsledek vydala komise pod záštitou Nelsona Mandely závěrečnou zprávu, v níž doporučila deset bodů, na které je třeba dát pozor.
WCD zjistila, že ačkoli přehrady významně přispěly k lidskému rozvoji a jsou velkým přínosem, jejich budování si často vyžádalo neúměrné náklady a způsobilo také nenávratné škody, zejména pokud jde o sociální hlediska a životní prostředí. Mnoho projektů také nepřineslo slibovaný nebo očekávaný přínos jak z hlediska hospodaření s vodou či výrobou elektrické energie. 
Komise svou závěrečnou zprávu vydala 16. listopadu 2000 a v následujícím roce se sama rozpustila.